# Wiadukt Dolna Wilda w Poznaniu
Wiadukt Dolna Wilda w Poznaniu – wiadukt drogowy nad ul. Dolna Wilda – droga wojewódzka nr 430, w granicach administracyjnych miasta Poznania, na pograniczu Wildy i Łęgów Dębińskich na osiedlu samorządowym Wilda. 
Znajduje się w ciągu ul. Hetmańskiej, a zarazem II ramy komunikacyjnej Poznania. Do momentu otwarcia wschodniej i zachodniej obwodnicy Poznania wiaduktem był poprowadzony przebieg dróg krajowych nr 5 i nr 11 oraz trasy europejskiej nr E261.
17 października 2007 wiadukt został oficjalnie otwarty po przebudowie. Projektantami obiektu byli Robert Palicki (firma Scott Wilson) i Marek Jusik (Biuro Projektów Komunikacyjnych). Ten drugi był projektantem części tramwajowej budowli, gdyż wiadukt dolnowildecki składa się de facto z trzech równoległych nitek: dwóch drogowych i jednej dla tramwajów (każda w odległości metra od siebie). Żywotność konstrukcji oszacowano na 150 lat. Stalowe belki konstrukcyjne przywieziono z Luksemburga z wytwórni ArcelorMittal (136 sztuk o wadze łącznej 636 tysięcy kilogramów). Obiekt wzmocniono palami (176 sztuk). Mogą nim jeździć ciężarówki o nacisku na oś 11,5 tony (klasa A). Wiadukt obudowany jest ekranami akustycznymi. Wykonawcą budowli było konsorcjum firm: Feroco, Hydrobudowa 9, Scott Wilson i Biuro Projektów Komunikacyjnych Poznań.
Poprzedni wiadukt w tym miejscu powstał w latach 1973–1976 z elementów prefabrykowanych niskiej jakości. Po 30 latach eksploatacji prawie wszystkie części budowli nie nadawały się do dalszego używania. Stary wiadukt zamknięto 5 sierpnia 2006, kiedy to przystąpiono do prac wyburzeniowych.